# 东川路 (广州)
东川路是一條位于廣東省广州市東山區（今越秀區）的道路，呈南北走向。
其南起新河浦涌桥面，与白云路相连，北至中山二、三路交汇处，全长610米。清代原为大东门外的小石板路，1958年扩建成马路，因地处市区东部，且南段一带俗称川龙口，故名东川路。道路两旁商业发达，北端有广东省人民医院。
1922年在此路出现大中華第一家殡仪馆——粤光制殓股份有限公司，由旅美台山籍牧師吴文波，在美向僑民籌款毫银10万得以建起。其殡葬服务中的遗体药物防腐和化装整容，亦是全大中華最早开设的殡仪服務。1956年4月社会主义改造，粤光公司与乐天制殓公司被合并。1958年别有天殡仪馆并入，称联合殡仪馆。到1962年分開，成為东川路殡仪馆。到1969年，又合并为广州殡仪馆，迁至先烈中路太和岗新址。

## 公共交通
- 广州地铁1号线烈士陵園站

均在鄰近東川路位置設有出口。

## 与之交汇道路
- 顺序由南往北排列，粗体字为主干道
- 白云路
- 东华西路、东华东路
- 中山三路、中山二路